# Vígvár
Vígvár (1899-ig Veszele, szlovákul Veselé) község Szlovákiában, a Nagyszombati kerületben, a Pöstyéni járásban.

## Fekvése
Pöstyéntől 11 km-re, délnyugatra fekszik. Kismikosfalva tartozik hozzá.

## Története
A régészeti leletek tanúsága szerint a Várdombon már a történelem előtti időkben erődített emberi település állt.
A mai települést már 1390-ben történt első említésekor mai magyar nevén „Vigvar" alakban említik. Királyi birtokként a beckói váruradalomhoz tartozott, melyet ebben az évben adományozott Luxemburgi Zsigmond király hívének, a lengyel származású Stiborici Stibornak. 1418-ban szintén Vígvár néven szerepel oklevélben. Stibornak egy kis méretű várkastélya állt a településen. Később a Bánffy, Nádasdy, Drugeth, Révay, Csáky, Mednyánszky, Vécsey, Skublics és Ocskay családok birtoka volt. Mai szlovák neve csak a 16. században bukkant fel, így vélhetően ekkor kerül többségbe a településen a szlovák lakosság. Régi templomát 1560-ban és 1680-ban említik. Ez a templom lényegében egy nagyobb kápolna szerény berendezéssel. A rossz állapotú templom helyén 1743-ra épült fel az új templom. 1813-ban a Vág árvíze okozott nagy pusztítást a községben.
A 18. század végén Vályi András így ír róla: „VESZELE. Tót falu Nyitra Várm. földes Urai Gr. Révay, és több Uraságok, lakosai katolikusok, fekszik Pöstyénhez 1 1/4 mértföldnyire; határja, réttye jó, legelője elég, keresettye van az Újhelyi Só háznál is, piatza Vág Újhelyben, és Verbón."
Fényes Elek geográfiai szótárában eképpen ír a községről: „Veszele, Nyitra m. tót falu, N. Kosztolántól északra 3/4 órányira, a vág-ujhelyi országutban. Számlál 874 kath. lak. Kath. paroch. templom. Nevezetes okszerű gazdaság. Termékeny jó határ. Ékesíti a néhai b. Mednyánszky Alajos kastélya és gyönyörű kertje. F. u. 1/2-ben b. Mednyánszky Alajos örök., a másik 1/2-ben pedig a csejthei uradalom. Ut. p. Nagy-Szombat."
Borovszky monográfiasorozatának Nyitra vármegyét tárgyaló része szerint: „Veszele, tót község, Tyapkótól északra, Rakoviczczal majdnem egybeépítve, 874 r. kath. lakossal. Postája Rakovicz, táviró- és vasúti állomása Nagy-Kosztolány. Veszelének mint Beczkóvár tartozékának 1418-ban „Vigvár” volt a neve, ahol Stibor Zsigmondnak kisebbszerü várkastélya volt. Csak a XVI. században találkozunk mai nevével, még pedig két variáczióban, u. m. Veszele és Wesselye. A községre vonatkozó legrégibb okirat Zsigmond király adománylevele 1390-ből, melyben a községet Stibor pozsonyi grófnak adományozza; ebben az oklevélben a község mint possessio regalis van említve. Kath. temploma 1736-ban épült. A templomi edények közt egy érdekes szentségtartó van 1738-ból. Hajdan vára is volt, mely a XVI. században elpusztult. A faluházán őrzik a községnek 1569-ből való érdekes pecsétjét. Földesurai az idők folyamán gyakran változtak. Ilyenek voltak a Stibor, Bánffy, Nádasdy, Drugeth, Révay, Csáky, Mednyánszky, Vécsey, Skublics és Ocskay családok. Jelenleg Kornfeld Zsigmondnak és Skublics Józsefnek van it nagyobb birtoka. 1813-ban a kiáradt Vág folyó itt iszonyu pusztítást vitt véghez. Veszelén született Moyzes István néhai beszterczebányai püspök. A várdomb nyulványa délfelé őskori telep volt."
A trianoni békeszerződésig Nyitra vármegye Pöstyéni járásához tartozott.
Kismikosfalvát (Ťapkové) először 1944-1946 között, másodszor pedig 1956-ban csatolták hozzá.

## Népessége
| Év:            | 1994. | 2004.   | 2014.   | 2024.   |
| -------------- | ----- | ------- | ------- | ------- |
| Emberek száma: | 1088  | 1125    | 1191    | 1246    |
| Eltérés:       |       | +3,40 % | +5,86 % | +4,61 % |

| Év:            | 2023. | 2024.   |
| -------------- | ----- | ------- |
| Emberek száma: | 1239  | 1246    |
| Eltérés:       |       | +0,56 % |

1880-ban 864 lakosából 10 magyar és 801 szlovák anyanyelvű volt.
1910-ben 1060 lakosából 31 magyar és 1019 szlovák anyanyelvű volt.
2001-ben 1121 lakosából 1 magyar és 1110 szlovák volt.
2011-ben 1210 lakosából 2 magyar és 1159 szlovák.

## Neves személyek
- Itt született Zabojnik György (1608-1672) a Bányai evangélikus egyházkerület püspöke 1669-től haláláig
- Itt született Štefan Moyzes (1797-1867) besztercebányai püspök

## Nevezetességei
- Szent Bertalan apostol tiszteletére szentelt, római katolikus temploma 1736 és 1743 között épült a korábbi templom helyén. A templomot 1925-ben két mellékhajóval bővítették. 1942-ben, 1945-ben és 1966-ban megújították.
- A falu felső végén fa harangláb állt, melynek harangját 1821-ben Pozsonyban öntötték.
- A templom előtti téren áll az 1763-ban emelt Mária-oszlop.
- Nepomuki Szent János szobra  a 18. században épült barokk stílusban.
- Szent Vendelnek a sportpálya előtt álló szobrát 1922-ben készítették.
- A temetőben, a családi sírok helyén a Škublič család 1900-ban gótikus kápolnát építtetett.
- Kismikosfalván áll egy másik Nepomuki Szent János szobor is, mely 1808-ban készült.